# Hamburg (Nueva York)
Hamburg es un municipio ubicado en el condado de Erie en el estado estadounidense de Nueva York. En el año 2000 tenía una población de 56.259 habitantes y una densidad poblacional de 525,9 personas por km².

## Geografía
Hamburg se encuentra ubicado en las coordenadas 42°44′28″N 78°51′25″O / 42.74111, -78.85694.

## Demografía
Según la Oficina del Censo en 2000 los ingresos medios por hogar en la localidad eran de $47 888, y los ingresos medios por familia eran $56 974. Los hombres tenían unos ingresos medios de $41 440 frente a los $27 602 para las mujeres. La renta per cápita para la localidad era de $21 943. Alrededor del 4,5% de la población estaban por debajo del umbral de pobreza.